# 喜马拉雅乱子草
喜马拉雅乱子草（学名：Muhlenbergia himalayensis），为禾本科乱子草属下的一个植物种。